# Delphic
Delphic ist eine britische Band aus Manchester. Sie wird der Musikrichtung Alternative Dance zugeordnet.

## Geschichte
Richard Boardman und Matt Cocksedge waren in der Indie-Band Snowfight in the City Centre gewesen, bevor sie sich auf der Suche nach neuen musikalischen Wegen von der Band trennten. Sie schlossen sich mit dem Sänger James Cook und dem Schlagzeuger Dan Theman zusammen und gründeten Delphic. Ihr Erfolg begann Anfang 2009, als sie bei Polydor unterschrieben und mit ihrer Debütsingle Counterpoint Aufmerksamkeit erregten. Nach Festivalauftritten und einer zweiten Single waren sie so weit ins Blickfeld der Musikpresse gerückt, dass ihnen für das Jahr darauf der große Durchbruch vorhergesagt wurde und sie unter anderem bei Sound of 2010, der renommierten jährlichen Newcomerprognose der BBC, auf Platz 3 gewählt wurden.
Der Produzent von Delphic, Techno-DJ Ewan Pearson, hat sich in Berlin niedergelassen, weshalb auch das Debütalbum Acolyte dort aufgenommen wurde. Es schaffte Anfang 2010 auf Anhieb den Sprung unter die Top 10 der UK-Albumcharts.

## Diskografie
Alben
- 2010: Acolyte
- 2013: Collections
- 2014: Get Familiar (Mixtape)

Singles
- 2009: Counterpoint
- 2009: This Momentary
- 2010: Doubt
- 2010: Halcyon
- 2012: Good Life
- 2013: Baiya